# Ramón Marcote
Ramón Marcote Pequeño (Estorde, Cee, provincia de La Coruña, Galicia, España, 19 de septiembre de 1977), más conocido como Moncho es un entrenador de fútbol español que actualmente dirige al Ethnikos Achnas de la Segunda División de Chipre.

## Trayectoria
Marcote comenzaría su trayectoria en las categorías inferiores del Atlético de Madrid, donde trabajó durante 9 años como preparador físico y asistente técnico, desde 2002 a 2011. 
En la temporada 2011-12, regresa a La Coruña para dirigir al equipo juvenil del Montañeros CF.
En verano de 2012, firma por la AD Alcorcón para ser segundo entrenador y preparador físico del filial de Tercera División de España, en el que trabaja durante dos temporadas.
En diciembre de 2014, se marcha a Malasia para ser segundo entrenador y preparador físico del Kedah FA.
El 1 de septiembre de 2015, se hace cargo del primer equipo del Kedah FA de la Superliga de Malasia.
En julio de 2016, regresa al Atlético de Madrid para ocupar el puesto de coordinador de la cantera durante la temporada 2016-17.
El 30 de noviembre de 2017, firma como entrenador del Kedah FA de la Superliga de Malasia.
En julio de 2021, firma como entrenador del equipo juvenil del Al-Hilal Saudi Football Club de Arabia Saudita, al que dirige hasta febrero de 2022.
El 7 de julio de 2022, firma por el Ethnikos Achnas de la Segunda División de Chipre.

## Clubes

### Como entrenador
| Club                                                 | País           | Año             |
| ---------------------------------------------------- | -------------- | --------------- |
| Atlético de Madrid Fútbol base                       | España         | 2002-2011       |
| Montañeros CF Juvenil "A"                            | España         | 2011-2012       |
| AD Alcorcón B (2º Entrenador)                        | España         | 2012-2014       |
| Kedah FA (2º Entrenador)                             | Malasia        | 2014-2015       |
| Kedah FA                                             | Malasia        | 2015            |
| Atlético de Madrid Fútbol base (Coordinador cantera) | España         | 2016-2017       |
| Kedah FA                                             | Malasia        | 2017-2018       |
| Al-Hilal Saudi Football Club Juvenil                 | Arabia Saudita | 2021-2022       |
| Ethnikos Achnas                                      | Chipre         | 2022-Actualidad |